# Hapurhey
Hapurhey est une localité de la banlieue de Manchester, dans le Grand Manchester en Angleterre.

## Géographie
Harpurhey est située à environ 4,8 km au nord-est du centre ville de Manchester, à trois miles au nord-est du centre-ville. Historiquement, dans le Lancashire.
La population au recensement de 2011 était de 17 652 habitants.
Harpurhey comprend les quartiers de Kingsbridge Estate, Barnes Green, Shiredale Estate et Baywood Estate.
Hapurhey dispose d'un marché journalier, d'un commissariat de police et d'un centre de loisir.

## Histoire
Harpurhey est enregistré en 1320 sous le nom de « Harpourhey », signifiant « enclos couvert par un homme appelé Harpour », qui possédait la région au XIVe siècle.
Harpurhey se trouve des deux côtés de Rochdale Road, entre Collyhurst et Blackley, s'étendant vers l'ouest jusqu'à l'Irk. En 1830, il était décrit comme regorgeant de vues agréables, mais en 2007, il était décrit comme le pire endroit d'Angleterre.